# Автономность корабля
Автоно́мность корабля́ (сокр. автономность) — время, в течение которого корабль способен находиться в море, выполняя назначенные ему задачи, без пополнения запасов питьевой и технической воды, провианта и расходных материалов, не относящихся к движению, а также без смены личного состава. Входит в тактико-технических данные корабля, измеряется в сутках.
Автономность корабля задаётся при проектировании, при этом учитываются задачи, возлагаемые на корабль, и районы плавания. Автономность обеспечивается надёжностью технических средств, созданием для экипажа необходимых условий обитаемости и размещением на корабле требуемых для функционирования корабля материальных запасов.
В отличие от дальности плавания, которая может быть практически неограниченной (для атомных кораблей), автономность всегда имеет предел. Как правило, это автономность по запасам провизии и пресной воды для команды. У авианосцев это может быть автономность по запасам топлива и боеприпасов для авиагруппы (в стандартном расчёте — при двух боевых вылетах в день на машину).